# Kryczki
Kryczki (biał. Крычкі; ros. Крички, Kriczki) – wieś na Białorusi, w obwodzie mińskim, w rejonie mińskim, w sielsowiecie Pietryszki. W 2009 roku liczyła 122 mieszkańców. 

## Historia
W 1800 roku wieś liczyła 87 mieszkańców w 16 domach i była własnością M. Przeździeckiego. Wchodziła wówczas w skład ujezdu mińskiego w guberni mińskiej. Według danych z 1857 roku właścicielem miejscowości był A. Wiszniewski. W 1897 roku we wsi zamieszkiwało 127 osób w 16 domach. W 1917 roku w wiosce znajdowało się już 19 domów, w których zamieszkiwało 108 osób. W folwarku znajdowały się dwa budynki mieszkalne, w których odnotowano 12 mieszkańców. W 1919 roku wieś weszła w skład Białoruskiej Socjalistycznej Republiki Radzieckiej. W latach 1919–1920 miejscowość znajdowała się polską administracją w ramach tzw. Zarządu Cywilnego Ziem Wschodnich. W 1922 roku zorganizowano we wsi kołchoz „Hieroj pracy”. 20 sierpnia 1924 roku Kryczki należały do sielsowietu Anusina w rejonie zasławskim, w okręgu mińskim (do 26 lipca 1930 roku). W 1926 roku miejscowość liczyła 131 mieszkańców w 23 domach. Od 20 lutego 1938 roku wieś wchodziła w skład obwodu mińskiego. W czasie II wojny światowej, od czerwca 1941 roku do listopada 1944 roku miejscowość znajdowała się pod okupacją niemiecką. Zginęło wówczas 11 mieszkańców. Od 8 sierpnia 1959 roku Kryczki wchodzą w skład rejonu mińskiego, a od 19 marca 1974 roku należą do sielsowietu Pietryszki. W 1997 roku wieś liczyła 100 mieszkańców w 41 gospodarstwach. 